# Via del Coraggio
Via del Coraggio (in lituano: Drąsos Kelias - DK) è un partito politico lituano.
Si affermò nel 2012 in seguito ad alcuni fatti di cronaca che avevano coinvolto Drąsius Kedys, accusato di violenza sessuale ai danni di minori e ritenuto innocente da una parte dell'opinione pubblica; tra i fondatori figura Neringa Venckiene, sorella di Kedys e, in precedenza, magistrato.
Kedys, deceduto nel 2010 in circostanze non del tutto chiarite, fu scagionato nel 2012.
Il nome del partito allude al nome di Kedys "Drąsius" che significa "il coraggioso".

## Risultati elettorali
| Elezione          | Voti    | %    | Seggi   |
| ----------------- | ------- | ---- | ------- |
| Parlamentari 2012 | 109.448 | 8,34 | 7 / 140 |
| Parlamentari 2016 | 3.498   | 0,29 | 0 / 141 |
| Parlamentari 2020 | 13.337  | 1,18 | 0 / 141 |